# タニコラグレウス
タニコラグレウス（Tanycolagreus）は後期ジュラ紀に北アメリカに生息したコエルロサウルス類の恐竜の属である。

## 発見と命名

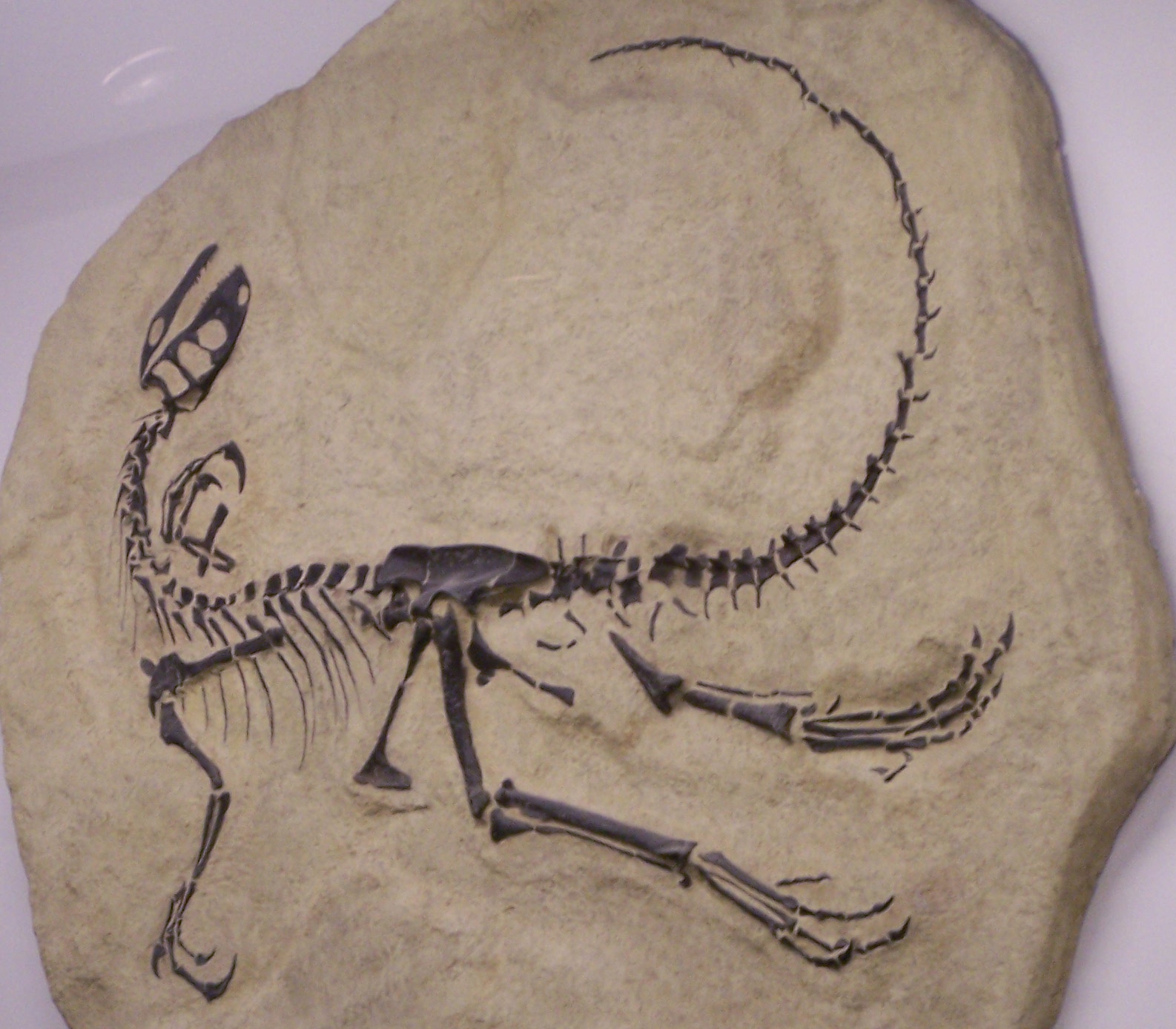
北米古代生命博物の復元骨格

1995年、Western Paleontological Laboratories, Inc.はワイオミング州、オールバニ郡にあるボーンキャビン発掘地（en）西地域のモリソン累層（en）ソルトウィッシュメンバーでオクスフォーディアン-チュートニアンの年代の地層から小型獣脚類の部分骨格を発掘した。発見されたものは最初、コエルルスの標本と考えられたが 、引き続きの研究の結果これは新種のものであると示され、2001年にタニコラグレウス・トプウィルソニ（Tanycolagreus topwilsoni）名づけられて報告された。正式な命名と記載は2005年に ケネス・カーペンター（en）、 Clifford MilesおよびKaren Clowardによって行われた。属名タニコラグレウスの由来はBen Creislerにより示されたコエルルスと比較して前肢、後肢が長いことに基づいている。ギリシャ語で接頭語τανυ〜、 tany〜: '長く伸びている'、κῶλον、 kolon: '四肢' そして ἀγρεύς, agreus: 'ハンター'から派生している。種小名は財政的に科学的な研究を支援した後援者の父George Eugene "Top" Wilsonに献名されている。
ホロタイプ標本TPII 2000-09-29は匿名の寄付者により科学のために寄贈された。この標本はサンクスギビングポイント（en）研究所のコレクションの一部であり、ユタ州のリーハイにある北米古代生命博物館（en）で展示されている。この標本には部分的な頭骨、上顎骨、および多数の首から後の骨が含まれている。タニコラグレウスの頭骨は体の構造に比べるとあまり知られておらず、以下の要素が見つかっているだけである:左鼻骨 、左涙骨、左前上顎骨および前上顎骨歯、左後眼窩骨（en）、左方頬骨、不完全な右鱗状骨、右方形骨、右板状骨（en）、左関節骨（en）、および2個の頬歯。この他にこの種ものとされるパラタイプ標本がある:AMNH 587は同じくボーンキャビン発掘地で収集された部分的な手の骨で、元々は1903年にヘンリー・フェアフィールド・オズボーンによりオルニトレステスのものとされたものだ 。他に2つタニコラグレウスのものとされた化石がある:UUVP 2999は前上顎骨で、ユタ州のクリーブランド·ロイド発掘地enで発見され、元々は1974年にストケソサウルス・クレヴェランディ（Stokesosaurus clevelandi）のものとされたものである;そしてUSNM 5737はより以前の1920年にコロラドで発見された1組の恥骨で、チャールズ・ホイットニー・ギルモアによりコエルルスのものとされていたものである 。これらの標本は後の時代のモリソン層のブラッシーベイスンメンバー（en）から発見されている。
タニコラグレウスはモリソン累層の層序領域2に存在する。ストケソサウルスとされている化石はおそらくモリソン累層の層序領域5から発掘されたものである 。北米古代生命博物館でのタニコラグレウスの生態復元展示では小型鳥脚類のオスニエリア・レックスを狩る姿で展示されている。

## 記載
Carpenter et al. (2005, pp. 43–44)ではタニコラグレウスのホロタイプとして生存時体長約3.3 mだった亜成体の個体のものが指定された。しかしながら、この種ものとされる化石の一つであるクリーブランド・ロイドで採取された前上顎骨はより大きな個体のもので、全長4 mほどとされる。2010年にグレゴリー・ポールは4 mの個体の体重を120 kgと推定している。このタクソンの化石の限界サイズが不明なため、クリーブランドロイドの個体が完全に成熟したものであるかどうかは決定できない。

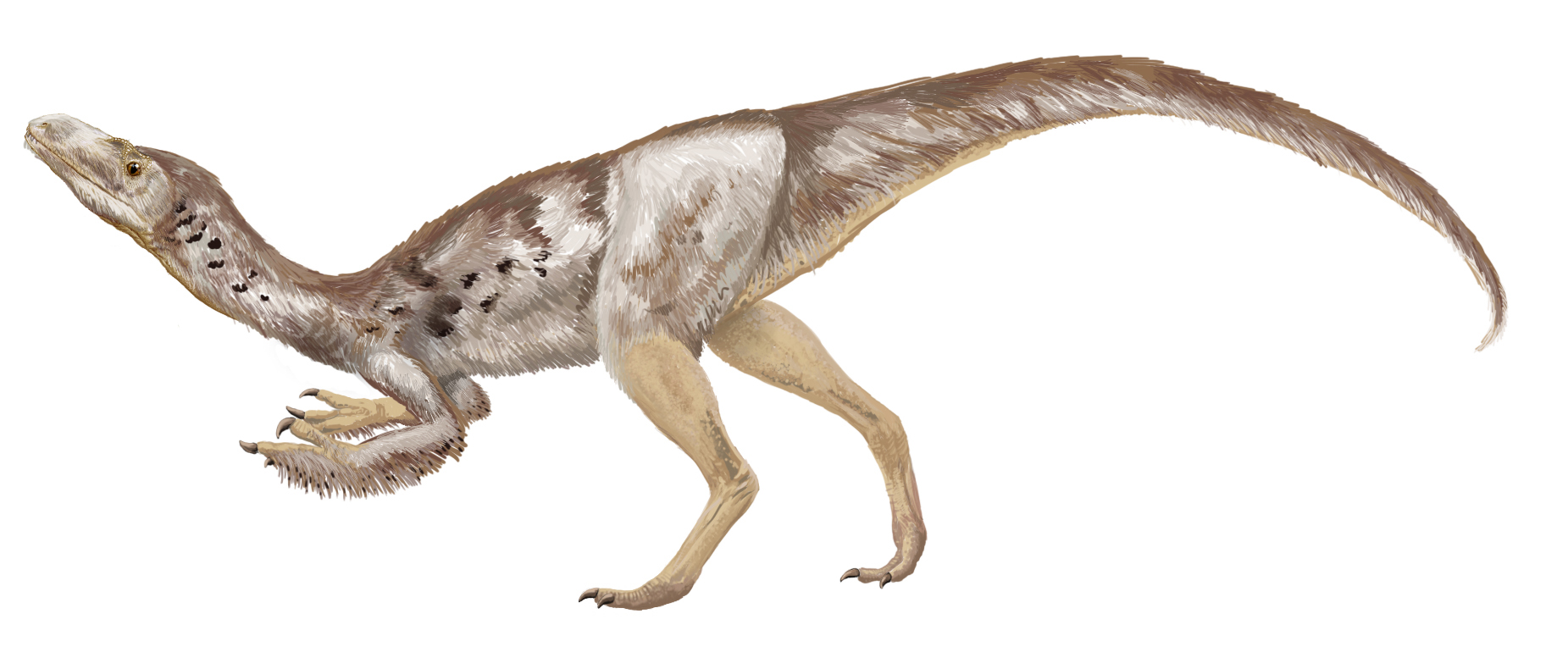
Tanycolagreus topwilsoniの復元図

タニコラグレウスの頭部は大きく、鈍角の吻部のため細長くて四角い側面像になっている。脚は長く軽量な造りである。
Carpenter et al. (2005; pp. 27 & 29)ではTanycolagreus topwilsoniの標徴形質として以下を挙げている:鼻骨の突起の基部で鼻孔が貫通した短く、深い形の前上顎骨を持ち、後眼窩骨に眼窩突起を持ち、T字型の方頬骨をもち、胴椎に椎体横突起関節の層板を持つテタヌラ類である。以下の特徴でコエルルスと識別される;後方の胴椎に側腔が無い;後方の尾椎の前関節突起が短くなく椎体の長さの1/3ほどに伸張している;上腕骨の骨幹が真直ぐでなくS字状である;橈骨が真直ぐでなく弓なりである;恥骨の足（遠位の先端）がアーチ形ではなく底が平らな形である;大腿骨の骨幹が真直ぐでなくS字状である;中足骨の長さは上腕骨の長さの1.7倍ほどもあるコエルルルスのようではなく上腕骨とほぼ同じ長さである 。
また、タニコラグレウスは以下の特徴でオルニトレステスと識別される;前上顎骨の前方の縁が丸くなく真直ぐである;方頬骨がL字型でなくT字型である;神経棘が細長い;後方の前関節突起が椎体の長さの半分もなく椎体の長さの1/3ほどである;橈骨が真直ぐで頑丈でなく、弓なりでほっそりしている 。
タイプ標本に保存された一の前上顎骨は酷く破損しているものの、獣脚類の歯に一般的な非対称の断面を表している。頬歯は保存状態が悪すぎて何の特徴も示していない。足の第2趾はわずかに過度に伸ばせるが、拡大した鉤爪を持っていない。

## 特徴
食性は肉食とみられ、オオヤマネコやピューマに相当する捕食動物であったと推測される。

## 系統
Carpenter et al.では元々タニコラグレウスはコエルルス科であるとされた。Carpenter et al. (2005, p. 44)では、モリソン累層の既知の獣脚類のうち本属はコエルルスに最も近く、"原始的"な特徴を残していると考えられえると述べられている。Philip Senter による2007年の詳細な系統解析の結果タニコラグレウスはティラノサウルス上科の基底に位置していることが示された。そうであれば、本種はグアンロンと合わせて最初期のティラノサウルス類の形態を探る手掛かりとなる。後の解析では、コエルロサウルス類の基底に位置すると示されている。

## 参照
1. ↑  Miles, C.A., Carpenter K. and Cloward, K.C., 1998, "A new skeleton of Coelurus fragilis from the Morrison Formation of Wyoming", Journal of Vertebrate Paleontology 18(3): 64A
2. 1 2 3 4 5 6  Carpenter, K., Miles, C., and Cloward, K. (2005). "New small theropod from the Upper Jurassic Morrison Formation of Wyoming." in Carpenter, K. 2005. The Carnivorous Dinosaurs, Indiana University Press: 23-48
3. ↑  Osborn, Henry Fairfield, 1903, "Ornitholestes hermanni, a new compsognathoid dinosaur from the Upper Jurassic", Bulletin of the American Museum of Natural History 19(12): 459–464
4. ↑  Madsen, J., 1974, "A new theropod dinosaur from the Upper Jurassic of Utah", Journal of Paleontology, 48: 27-31
5. ↑  Gilmore, C.W., 1920, "Osteology of the carnivorous Dinosauria in the United States National Museum, with special reference to the genera Antrodemus (Allosaurus) and Ceratosaurus", Bulletin of the United States National Museum, 110: 1-154
6. ↑  Foster, J. (2007). "Appendix." Jurassic West: The Dinosaurs of the Morrison Formation and Their World. Indiana University Press. pp. 327-329
7. 1 2  Paul, G.S., 2010, The Princeton Field Guide to Dinosaurs, Princeton University Press p. 124
8. ↑  Changyu Yun(2019). Phylogenetic position of the fish genera Lobotes, Datnioides and Hapalogenys, with a reappraisal of acanthuriform composition and relationships based on adult and larval morphology.
9. ↑  Senter, P. (2007). "A new look at the phylogeny of Coelurosauria (Dinosauria: Theropoda)", Journal of Systematic Palaeontology, 5(4): 429-463
10. ↑  Feathered dinosaurs: The origin of birds
(John A Long:2008)
11. ↑  O.W.M. Rauhut, A.C. Milner, and S. Moore-Fay, 2010, "Cranial osteology and phylogenetic position of the theropod dinosaur Proceratosaurus bradleyi (Woodward, 1910) from the Middle Jurassic of England", Zoological Journal of the Linnean Society, 158(1): 155-195